# Partita catalana
La partita catalana è un'apertura degli scacchi di tipo posizionale, caratterizzata dalle mosse:
1. d4 Cf6
2. c4 e6
3. g3

alla quale può seguire la risposta del nero
- 3...d5 (Codice ECO E01-E09)

oppure
- 3...mossa diversa da d5 (Codice ECO E00).

Questa apertura punta al controllo della grande diagonale bianca (a8-h1), mediante il fianchettamento dell'alfiere campochiaro del bianco; grazie a questa mossa, il Bianco si riserva di spingere il pedone e2 di due caselle sostenendolo, appunto, con l'alfiere fianchettato. L'apertura risulta meno sbilanciata ed aggressiva rispetto alle partite Indiane, ma più ambiziosa del gambetto di donna, e porta comunque ad un gioco piuttosto tranquillo e prettamente posizionale. Si tratta di un sistema di apertura elastico, che consente diverse varianti nel posizionamento dei pezzi. Il nero, nelle prime mosse, può scegliere tra due continuazioni principali:
- 4. Ag2 dxc4 (variante aperta)
- 4. Ag2 Ae7 (variante chiusa)

Nel primo caso la continuazione ha il difetto di aprire la grande diagonale all'alfiere del bianco. Ciononostante ambedue gli impianti sembrano offrire pari possibilità ad ambedue i giocatori.
Prende il nome dalla partita Tartakower-Font, giocata al 12º turno del torneo di Barcellona (la capitale della Catalogna, da cui il nome) del 1929, anche se in quella partita si ebbe uno sviluppo diverso da quello tipico (il Nero sviluppò l'Alfiere in f5 prima di giocare e6).
| Controllo di autorità | GND (DE) 4120551-0 |